# Wait Long by the River and the Bodies of Your Enemies Will Float By
| Оценки критиков | Оценки критиков |
| Источник        | Оценка          |
| --------------- | --------------- |
| AllMusic        | [ 1 ]           |
| Cokemachineglow | 67%             |
| Gigwise         | [ 3 ]           |
| Mojo            | [ 4 ]           |
| Mondo Sonoro    | 8/10            |
| NME             | 8/10            |
| Ox-Fanzine      | 8/10            |
| Pitchfork Media | 8.3/10          |
| PopMatters      | [ 9 ]           |
| Uncut           | [ 6 ]           |

Wait Long by the River and the Bodies of Your Enemies Will Float By — второй студийный альбом австралийской рок-группы The Drones. Он был выпущен 18 апреля 2005 года лейблом In-Fidelity Recordings в Австралии и ATP Recordings в Европе. Записанный «на 100 % живьём» (как и его предшественник), альбом вдохновлён такими музыкантами, как Нил Янг и Роуленд С. Ховард, хотя сам вокалист и гитарист Гарет Лиддьярд описал его как панк-роковый альбом. Тексты песен, написанные Лиддьярдом (за исключением песни «This Time», написанной в соавторстве с бывшим участником группы Джеймсом Макканном), затрагивают такие темы, как смерть, депрессия и алкоголизм, описывая жизнь австралийского рабочего класса.
Альбом получил признание критиков после выхода, позже его стали считать «прорывом» группы и одним из самых популярных релизов. В частности, трек «Shark Fin Blues» стал концертным хитом и был признан современными австралийскими авторами-исполнителями лучшей австралийской песней всех времён в октябре 2009 года. Сам альбом многократно исполнялся целиком вживую, в том числе в рамках нашумевшей серии концертов Don’t Look Back. В 2008 году журнал The Age признал его лучшим австралийским альбомом XXI века. Три года спустя современники группы и «эксперты индустрии» поставили его на 24-е место среди лучших австралийских альбомов всех времён. В 2021 году австралийский журнал Rolling Stone включил Wait Long в свой список «200 величайших австралийских альбомов всех времён».

## Содержание
Альбом описывали как «жёсткий рок рабочего класса […], вокально-разрушительный, с пьянством, ночным потом и предсмертными записками». В отношении дебютного альбома, альбом называли «дальнейшим развитием этого видения и лёгким поворотом в сторону более мрачной территории, с полностью авторским материалом» (дебютный альбом был «поровну поделён на каверы и оригинальные треки»). Альбом «использует взлёты и падения, свет и тени, чтобы перенести [слушателя] от интроспективного, мрачного блюза к энергичным рок-н-ролльным джемам. Он сосредоточен на резких блюз-роковых гитарах и вокальных гармониях вокалиста Гарета Лиддьярда и его товарищей».
Его называли «ярким слиянием психоделического гаражного аутсайдера The Scientists, выжженного солнцем песенника Ника Кейва и грубого визга Джона Спенсера». Музыку также описывали как обладающую «безграничной сплочённостью и энергией групп X или The Gun Club […] и, конечно же, The Birthday Party (хотя и с меньшим количеством вездесущих перкуссий, духовых и авангардных тенденций)».

### Название
Название альбома происходит от выражения неясного происхождения, встречающегося в работах Джеймса Клавелла и Умберто Эко, которое, возможно, является неверным переводом Конфуция и часто ошибочно приписывается Сунь Цзы: «Если ты будешь ждать у реки достаточно долго, тела твоих врагов проплывут мимо».

## Отзывы
Альбом получил положительные отзывы музыкальной критики и интернет-изданий.
Брэндон Стосуй из Pitchfork Media написал, что альбом «разорвёт ваши барабанные перепонки, возможно, даже ваше сердце». Димитри Насралла из Exclaim! написал, что группа «источает энергию и разбитые сердца, и справляться с тем и другим после того, как выпили слишком много, и все бары закрылись», назвав их «группой, с которой вам нужно расстаться». Том Юрек из AllMusic написал, что «юмор и пафос, нигилизм и надежда на искупление борются насмерть в голосе Лиддьярда, когда его товарищи […] несут его туда и обратно из бездны тьмы на выжженную Землю, чтобы он мог смеяться и плакать от горя урывками». Дерек Купер из журнала Plan B написал, что «красная, сырая, воющая тоска» таких треков, как «Shark Fin Blues» и «You Really Don’t Care», достигает «высот, которые в последний раз были достигнуты во время тура Боба Дилана „Rolling Thunder Revue“ в 1975-м». Крис Дален, написавший рецензию для SF Weekly, назвал его «одним из самых невыносимо великих рок-альбомов 2005 года».
Более неоднозначную оценку дал Дэн Рэпер из PopMatters, который упрекнул альбом в отсутствии «настоящего искупления для главных героев этих песен: они отчаиваются, пьют и тонут», хотя и признал, что это «скорее высказывание обо мне, чем о группе», и что группа — «эксперты в передаче этого тёмно-серого, водянистого мира в размашистых, плотных гаражно-блюзовых эпосах». Аналогичную точку зрения высказал Марк Абрахам из Cokemachineglow, усомнившись в «катарсических» элементах текстов и непоследовательности большинства песен. Он также раскритиковал решение группы начать альбом с «Shark Fin Blues», поскольку это «перевернуло инерцию [следующих] песен» и, следовательно, «загрузило» альбом в начало.

### Награды и номинации
Альбом также был номинирован на премию «Австралийский альбом года» на первой премии Triple J J Award в 2005 году (но проиграл Wolfmother) и выиграл первую Австралийскую музыкальную премию, обойдя восемь других финалистов и выиграв премию «Альбом года». После победы в последней премии Лиддьярд сказал журналу Billboard:
За последние четыре месяца мы отыграли больше 100 концертов, и у нас накопились неприятные долги. В мае у нас начинается новый мировой тур. Это после двух туров по Австралии. Мы не можем найти работу, потому что слишком много гастролируем. Еда сейчас — роскошь. Мы прожигаем деньги, так что можно с уверенностью сказать, что 25 тысяч не пропадут даром.

### Признание
Через год после релиза Том Юрек из Allmusic отметил, что альбом «зажёг американский андеграунд» и «заставил критиков прибегнуть к превосходным степеням, чтобы описать» его песни. В 2009 году Stereogum написал, что альбом «показывает [группу] в её лучшем проявлении — мозговитом, сыром, бьющем по барабанным перепонкам и щемящем сердце». Возвращаясь к альбому спустя 10 лет после его первоначального релиза, Мэтт Холл из Howl and Echoes написал: «Таких альбомов больше не делают». God Is in the TV назвал его «классикой группы» . Издание The West Australian написало, что альбом «с годами становится только лучше. Возможно, этому способствует наличие вечно превосходного „Shark Fin Blues“ в качестве открывающего трека. Но прежде всего, Wait Long… — это чистейшая квинтэссенция уникального австралийского стиля Drones». В 2018 году Грейл Маркус написал, что выступления группы на этом и последовавшем за ним альбомах были «такими же яростными […], какие я когда-либо видел», несмотря на то, что они кажутся «строгими» по сравнению с более поздней работой Лиддьярда с другой австралийской группой, Tropical Fuck Storm.
В сентябре 2009 года альбом был исполнен вживую в рамках серии Don’t Look Back, организованной All Tomorrow’s Parties, а большая его часть была исполнена вживую в рамках широко известного тура, посвящённого десятилетию альбома, в 2015 году. В октябре 2009 года современные авторы песен признали «Shark Fin Blues» величайшей австралийской песней.

## Список композиций
1. «Shark Fin Blues» — (Gareth Liddiard, Rui Pereira) 5:43
2. «Baby²» — (Liddiard, Pereira, Fiona Kitschin, Christian Strybosch) 3:34
3. «The Best You Can Believe In» — (Liddiard) 7:35
4. «Locust» — (Liddiard, Pereira, Kitschin, Strybosch) 6:40
5. «You Really Don’t Care» — (Liddiard) 4:40
6. «Sitting on the Edge of the Bed Cryin'» — (Liddiard, Pereira, Kitschin, Strybosch) 7:38
7. «The Freedom in the Loot» — (Liddiard) 6:16
8. «Another Rousing Chorus You Idiots!!!!» — (Liddiard) 5:57
9. «This Time» — (Liddiard, James McCann) 5:34